# モッタ・ダッフェルモ
モッタ・ダッフェルモ（イタリア語: Motta d'Affermo）は、イタリア共和国シチリア州メッシーナ県にある、人口約700人の基礎自治体（コムーネ）。

## 地理

### 位置・広がり
メッシーナ県西部のコムーネ。県都メッシーナから西南西へ112kmの距離にある。

#### 隣接コムーネ
隣接するコムーネは以下の通り。
- ペッティネーオ
- レイターノ
- トゥーザ